# Eigen (Hennef)
Eigen war ein Kirchspiel auf dem Gebiet der heutigen Stadt Hennef. Der Name Eigen beruht auf einer Alleinverwaltung in vielen rechtlichen Belangen. Kirchort war Dondorf-Hossenberg.
1555 bestand das Kirchspiel Eigen aus den Honschaften Striefen und Lauthausen.
In der Verwaltungsreform unter Napoleon Bonaparte wurde Eigen aufgelöst. Die Honschaft Striefen wurde der Mairie Hennef zugeschlagen, aus der Honschaft Lauthausen wurde mit Braschoß, Happerschoß und Altenbödingen die Mairie Lauthausen.